# Delta de Capricorn
Delta de Capricorn (δ Capricorni) és l'estel més brillant a la constel·lació de Capricorn amb magnitud aparent +2,85. S'hi troba a només 38,6 anys llum del sistema solar.
El seu component principal s'anomena Deneb Algedi, que prové de l'àrab ذنب الجدي, ðanab[u] al-jadiyy i que significa «la cua de la cabra», indicant la seva posició a la constel·lació. El mateix origen té la denominació alternativa Scheddi, com apareix en algunes llistes d'estels, nom igualment utilitzat per designar a Nashira (γ Capricorni). Al costat d'aquesta última era coneguda pels antics àrabs com Al Sa'd al Nashirah, «l'afortunada» o «la que porta marees propícies».

## Característiques físiques
Delta de Capricorn és un estel blanc de tipus espectral A5-A7 amb una temperatura de 7.700 K. De difícil classificació, ha estat catalogat indistintament com a gegant, subgegant o com a estel de la seqüència principal, encara que el més probable és que es trobe en les últimes fases de la fusió d'hidrogen. És un estel amb línies metàl·liques (Am) —el seu espectre presenta línies d'absorció fortes d'alguns metalls i febles d'uns altres, com la del calci—, i és una de les més brillants dins d'aquest grup. 8,5 vegades més lluminosa que el Sol, té, no obstant això, una companya de tipus desconegut, i és una binària espectroscòpica i una binària eclipsant. La magnitud respectiva de cada component és +3,2 i +5,2, i estan separades 0,0018 segons d'arc. Ambdós estels completen una òrbita al voltant del centre de masses comú cada 1,0228 dies, produint-se una disminució de lluentor de 0,2 magnituds durant l'eclipsi. Finalment, se sospita que Delta de Capricorn és, per si mateixa, una variable intrínseca del tipus Delta Scuti.
Hom pensa que altres dos estels poden estar relacionats amb el parell anterior. Delta de Capricorn B —de magnitud 16— està visualment a 1 minut d'arc, mentre que Delta de Capricorn C —de magnitud 13— està a 42 segons d'arc.